# آرگو (گروه موسیقی)
آرگو (به انگلیسی: Argo) گروه موسیقی یونانی است.
آن ها در مسابقه آواز یوروویژن ۲۰۱۶ نماینده یونان بودند.